# Niklas Söderberg
Björn Hans Niclas Söderberg, född 4 maj 1964 i Visby, är poet och intellektuell. Han är född på Gotland och bosatt i Malmö. Han har publicerat ett antal diktsamlingar.
Niklas Söderberg tog 2004 examen i Litterär gestaltning vid Göteborgs universitet.